# Bronisław Panek (ksiądz)
Bronisław Bernard Panek O.Carm (ur. 1 czerwca 1930 w Lipinach, zm. 17 czerwca 2009 w Krakowie) – polski duchowny rzymskokatolicki, teolog, karmelita.

## Życiorys
Był członkiem prowincji pw. św. Józefa w Polsce Zakonu Braci Najświętszej Maryi Panny z Góry Karmel. do zakonu wstąpił w 1948 roku przyjmując zakonne imię Bernard. Śluby wieczyste złożył 27 października 1952 roku, święcenia kapłańskie przyjął 20 czerwca 1954 roku w Bazylice św. Franciszka z Asyżu w Krakowie z rąk bpa Franciszka Jopa

## Kariera Naukowa
Wykładowca na KUL, duszpasterz środowisk akademickich i medycznych. Przez kilkanaście lat na emigracji w Paryżu, gdzie prowadził badania naukowe, oraz zajmował się duszpasterstwem Polonii. Po powrocie do Polski związany z Akademią Teologii KAtolickiej, gdzie wykładał na Wydziale Kościelnych Nauk Historycznych i Społecznych ATK. W 1992 roku został profesorem nadzwyczajnym na tym wydziale i kierownikiem Katedry Nauk Pomocniczych Historii..

## Publikacje
- Krakowskie organizacje charytatywne w latach 1918 - 1939 (1986)
- Que nous dit la documentation du Club Polonais de Rosieres (Cher) France (1986)
- La participation des femmes dans les associations d'ouvriers émigrés polonais : d'après les protocoles du Club Polonais de Rossieres (Cher) France 1923-1939 (1987)
- Problemy utrzymania i upowszechniania języka polskiego i polskiej kultury w ośrodkach parafialnych we Francji : (na przykładzie kolonii polskiej w Rosières w departamencie Cher w latach 1922-1939) (1991)
- Księża polscy w duszpaszterstwie na terenie Francji południowej : 1940-1945. [Cz. 1-2] (1995)
- Duchowieństwo polskie w duszpasterstwie objazdowym Dekanatu Paryskiego 1929-1933 (1997)
- biogramy o. Alberta Zenona Urbańskiego i o. Serapiona Piotra Żuka w Słowniku Polskich Teologów Katolickich
- Dokumentacja i Katalog Księży Polskich pracujących w duszpasterstwie emigracyjnym na terenie Francji od 1922 roku  (2007)